# Vysoká (961 m)
Vysoká (961 m) – szczyt w Starohorskich Wierchach na Słowacji wznoszący się nad miejscowościami Podkonice i Moštenica. Jego północno-wschodnie i wschodnie stoki tworzą zbocza doliny Švarcova, południowe opadają do Doliny Górnego Hronu w Podkonicach. W kierunku północno-zachodnim od Vysokiej biegnie grzbiet, który poprzez wierzchołek 957 m łączy się ze szczytem Vysoká (988 m). Grzbiet ten pokrywa duża hala pasterska. Szczyt Vysokiej 961 m i jej zbocza porośnięte są jednak lasem. Znajdują się w nim liczne skalne odsłonięcia.
Vysoká znajduje się w otulinie Parku Narodowego Niżne Tatry. Nie prowadzi przez nią żaden znakowany szlak turystyczny, ale z Podkonic i Moštenicy prowadzą na jej grzbiet ścieżki.